# Liv Hansen
Liv Hansen (født 25. oktober 1985 i København) er en dansk skuespillerinde og kunstner, kendt for sit arbejde indenfor film, teater og tv..

## Karriere
Hansen er født og opvokset i København, Danmark, og har tilbragt dele af sin opvækst både i Danmark og Nordamerika. Hun er uddannet fra Lee Strasberg Theatre & Film Institute i Los Angeles, hvor hun arbejdede med undervisere som Oscar-nominerede skuespiller Sally Kirkland. 
Hun har medvirket i en række film og tv-serier i England og Canada, herunder som hovedrollen Charlotte i den britiske krimifilm Caught In-Between (2025), samt roller i A Universe Apart (2026) og City of Tiny Lights (2017), instrueret af Pete Travis. I kortfilmen Born Evil (2018) spiller Hansen rollen som Louise, en gravid sygeplejerske. Filmen blev nomineret til bedste kortfilm på Sitges Film Festival samme år.
Hansen har også repræsenteret Danmark som jurymedlem ved European Natural Beauty Awards i 2024.

## Kunst
Udover sin skuespilkarriere er Hansen kunstner og illustrator. Hendes arbejde afspejler ofte en interesse for skandinavisk kulturarv og historie fra midten af det 20. århundrede, særligt med fokus på dansk kultur og nostalgi. Hendes værker skildrer ofte livet i Danmark fra 1930'erne til 1960'erne, en periode der også afspejles i hendes oldefars bror, Aage Rasmussens kunst.

## Filmografi
Liv Hansen har medvirket i blandt andet følgende film:
- Last Chance Casting (tv-film) (2011)
- City Of Tiny Lights (2017)
- Born Evil (2018)
- Fantastiske Skabninger 2: Grindelwalds Forbrydelser (2018)
- Marital Arts (2020)
- Roadblock (2021)
- A Universe Apart (2026)
- Caught In-Between (2025)

## Tv
- Hiccups (2010)
- Endgame (2011)
- Arctic Air (2012)
- Halo 4: Forward Into Dawn (TV Mini-Series) (2012)
- Police Cops (2012)